# アリーキャット
『アリーキャット』は、2017年7月15日に公開された日本の映画。監督は榊英雄、主演は窪塚洋介とDragon Ash降谷建志のダブル主演。R15+指定。

## キャスト
- 朝 秀晃（マル）- 窪塚洋介
- 梅津 郁巳（リリィ） - 降谷建志
- 土屋 冴子 - 市川由衣[2]
- 玉木 敏郎 - 品川祐
- 柿沢 美智也 - 三浦誠己
- 南雲 壮介 - 高川裕也
- 多田 瑞希 - 柳英里紗
- 田口 直樹 - 川瀬陽太
- 倉持 洋一 - 森岡豊
- 橋本 賢吾 - 馬場良馬
- 羽柴 康夫 - 火野正平

## スタッフ
- 監督 : 榊英雄
- 音楽 : 榊いずみ
- 脚本：清水匡
- 撮影：早坂伸
- 照明：大庭郭基
- 録音：日下部雅也
- 美術：井上心平
- 編集：清野英樹
- 助監督：山口雄也
- 製作 : 東映ビデオ、アークエンタテインメント、アサツーディ・ケイ、東京メトロポリタンテレビジョン、ソニーPCL
- 制作 : ファミリーツリー
- 制作協力 : キリシマ1945
- 配給 : アークエンタテインメント